# 徐碧琪
徐碧琪（英語：Pikki Tsui，1986年12月9日—），生於香港，是一位香港女性模特兒，亦兼任節目主持。並獲得第一屆珠寶小姐亞軍。

## 曾參與演出

### 節目主持
- 2009－2011年：《馬上全接觸》[1][2]
- 2009年：《Pikkipedia馬仔百科》[3]
- 2008年：《放眼馬世界》[4]
- 2016年：《Lady MaMa》（ViuTV）

### 廣告
- 2012年：SDM[5]
- 2009年：易纖諾 [6]
- 2009年：SUNIQUE TVC [7]

### 活動
- 2011年：第八屆婚展會2011 [8]

### 參與音樂MV
- 吳浩康《我可以》[9]

## 外部連結
- 徐碧琪拒靠露肉突圍@太陽報2009年7月3日娛樂新聞